# 김영철 (1962년)
김영철(金英喆, 1962년 6월 7일 ~ , 전라남도 여수시 화정면 여자도)은 대한민국의 제5대 전라남도 여수시의원이다.

## 학력
- 여수중앙국민학교 졸업
- 구봉중학교 졸업
- 여수고등학교 졸업

## 경력
- 여자도 청년회장
- 통합진보당 여수시 위원회 농민·어민위원장
- 2012.12 ~ 2014.06 제5대 전라남도 여수시의회 의원
- 2012.12 ~ 2014.06 제5대 전라남도 여수시의회 후반기 관광건설위원회 위원
- 2012.12 ~ 2014.06 제5대 전라남도 여수시의회 후반기 예산결산특별위원회 위원

## 역대 선거 결과
| 선거명           | 직책명                               | 대수           | 정당       | 득표율 | 득표수  | 결과 | 당락                     |
| ---------------- | ------------------------------------ | -------------- | ---------- | ------ | ------- | ---- | ------------------------ |
| 12·19 재보궐선거 | 전라남도 여수시의원(여수시 바선거구) | 5대 (민선 5기) | 통합진보당 | 30.13% | 5,644표 | 1위  | 전라남도 여수시의원 당선 |
| 제6회 지방 선거  | 전라남도 여수시의원(여수시 바선거구) | 6대 (민선 6기) | 통합진보당 | 16.37% | 2,567표 | 3위  | 낙선                     |
| 제7회 지방 선거  | 전라남도 여수시의원(여수시 바선거구) | 7대 (민선 7기) | 민중당     | 14.17% | 2,012표 | 4위  | 낙선                     |